# Phlegra swanii
Phlegra swanii là một loài nhện trong họ Salticidae.
Loài này thuộc chi Phlegra. Phlegra swanii được Mushtaq, Beg & Waris miêu tả năm 1995.